# (31742) 1999 JA79
1999 JA79 (asteroide 31742) é um asteroide da cintura principal. Possui uma excentricidade de 0.14863140 e uma inclinação de 14.96900º.
Este asteroide foi descoberto no dia 13 de maio de 1999 por LINEAR em Socorro.